# Primer3
Primer3は、ポリメラーゼ連鎖反応 (PCR) 用のプライマーの設計支援ソフトウェア。オープンソースで開発されており、ウェブブラウザ上で、様々なパラメーターを考慮しながらプライマーの設計ができる。